# Magic (chanson)
 (mars 2014).
Si vous disposez d'ouvrages ou d'articles de référence ou si vous connaissez des sites web de qualité traitant du thème abordé ici, merci de compléter l'article en donnant les références utiles à sa vérifiabilité et en les liant à la section « Notes et références ».
Pour les articles homonymes, voir Magic.
Singles de Coldplay
Atlas
(2013) Midnight
(2014)
Magic est le premier single extrait de Ghost Stories, sixième album studio du groupe britannique Coldplay, à paraître en mai 2014. 

## Le morceau

### La vidéo
La vidéo de «magic» était tournée en noir et blanc, et cela imite une court vielle métrage dans les années 1920.
Elle commence avec la musique classique et les images d'une spectacle de magique, il y a une magicienne, et aussi un assistant (qui est Chris Martin). on voit un couple qui arrivent dans un veille voiture, qui sont un homme avec la magicienne. Beaucoup de la vidéo est basé sur la vie d'une magicienne qui est contrôlé, blessé et manipulé par son partenaire;(le homme de la voiture). Tout au long du vidéo on observe le relation entre la magicienne et son assistant, et comment ils tombent en amour. À fin de la vidéo, le abuseur disparaît à cause de la magique que Martin a fait.

### En live
Lors de la tournée Music of the Spheres World Tour, la chanson est jouée dans la langue du lieu du concert.

## Certifications
| Région                                                                                                 | Certification | Ventes/Streams |
| --- | ------------- | -------------- |
| Belgique (BEA)                                                                                         | Platine       | 30 000*        |
| *Ventes selon la certification ^Mise en rayon selon la certification xNon précisé par la certification |               |                |